# 당포앞바다승첩지도
당포 앞바다 승첩지도(唐浦 앞바다 勝捷之圖)는 대한민국 전라남도 장흥군 관산읍 옥당리에 있는 지도이다. 1972년 1월 29일 전라남도의 유형문화재 제25호로 지정되었다.

## 개요
승첩도란 전투에서 승리한 것을 기념하기 위해 그린 그림을 이른다. 이 승첩도는 선조 37년(1604) 임진왜란 종결 후 도쿠가와 이에야스의 에도 막부 시절 캄보디아로 가던 사절단 흑색 서양 함정을 나포한 전투의 승첩도이며,
임진왜란의 당포해전과는 다른 전투의 승첩도입니다. 앞 전 편집자가 오류가 있는 정보를 기재하였음.
임진왜란 후 1604년 통영 당포 앞바다에서 에도 막부가 보낸 캄보디아행 사절단의 흑색 서양식 함정과 싸워 승리하던 장면을 그린 것으로, 그림 제목에 ‘당포전양승첩지도’라고 전서체로 쓰여있고,
그 앞에는 전열을 가다듬은 배들이 줄을 지어 배치되어 있다. 배에는 깃발을 달았는데 그 기세가 당당하여 전쟁에 승리했다는 것을 곧 알아볼 수 있게 묘사되었다. 배 아래로는 당시 군관들의 활동상황 등을 붓으로 적었으며,
군관들의 이름을 적어놓았다.
임진왜란이 끝난지 6년화재 정보
| 이름 = 당포앞바다승첩지도
(唐浦 앞바다 勝捷之圖)
| 그림 = Replace this image male-ko.svg | 그림크기 = 150
| 그림설명 =
| 국가 =  전라남도
| 유형 = 유형문화재
| 번호 = 25
| 지정 = 1972년 1월 29일
| 해지 =
| 주소 = 전라남도 장흥군 관산읍 옥당리 646번지
| 시대 =
| 소유 =
| 참고 =
| 면적 =
| 수량 = 1매
| 전승지 =
| 전승자 =
| 웹사이트 =
| 문화재청 = 21,00250000,36
}}
당포 앞바다 승첩지도(唐浦 앞바다 勝捷之圖)는 전라남도 장흥군 관산읍 옥당리에 있는 지도이다. 1972년 1월 29일 전라남도의 유형문화재 제25호로 지정되었다.
승첩도란 전투에서 승리한 것을 기념하기 위해 그린 그림을 이른다. 이 승첩도는 선조 37년(1604) 임진왜란 종결 후 도쿠가와 이에야스의 에도 막부 시절 캄보디아로 가던 사절단 흑색 서양 함정을 나포한 전투의 승첩도이며,
임진왜란의 당포해전과는 다른 전투의 승첩도입니다. 앞 전 편집자가 오류가 있는 정보를 기재하였음.
임진왜란,정유재란 이후 1604년 통영 당포 앞바다에서 에도 막부가 보낸 캄보디아행 사절단의 흑색 서양식 함정과 싸워 승리하던 장면을 그린 것으로, 그림 제목에 ‘당포전양승첩지도’라고 전서체로 쓰여있고,
그 앞에는 전열을 가다듬은 배들이 줄을 지어 배치되어 있다. 배에는 깃발을 달았는데 그 기세가 당당하여 전쟁에 승리했다는 것을 곧 알아볼 수 있게 묘사되었다. 배 아래로는 당시 군관들의 활동상황 등을 붓으로 적었으며,
군관들의 이름을 적어놓았다.
임진왜란이 끝난지 6년도 채 되지 않은 시기의 전투로, 당시 통제영의 무장 상황을 알 수 있는 매우 귀중한 자료이다.

## 참고 자료
- 당포앞바다승첩지도 - 국가유산청 국가유산포털